# L2
In linguistica e glottodidattica, una seconda lingua, nota come L2, è una lingua parlata da una persona oltre alla sua lingua materna o prima lingua (indicata come L1).

## L2, lingua seconda, lingua straniera
Alcuni autori (ad esempio Paolo Balboni) operano una distinzione di ordine spaziale: per lingua seconda (o L2) intendono una lingua non materna appresa nel paese d'origine dei parlanti madrelingua, mentre per "lingua straniera" (LS) intendono una lingua non materna appresa nel proprio paese. Così, ad esempio, se un madrelingua italiano studia la lingua inglese in Italia (tipicamente a scuola), starà studiando l'inglese come "lingua straniera". Se invece si trasferisce in un paese anglofono e studia lì l'inglese, la starà studiando come "lingua seconda". Nel secondo caso, l'apprendente si trova "immerso" nella L2 e il docente non ha pieno controllo degli stimoli avanzati poiché, al di fuori delle lezioni, essi sono variegati quanto spontanei.
Inoltre, nell'insegnamento di lingua straniera si fa spesso ricorso a "falsi pragmatici", tipicamente con la tecnica del "gioco di ruolo", mentre nell'insegnamento della lingua seconda (ad esempio agli immigrati) le domande che il docente pone all'apprendente sono domande reali − il docente non ne conosce in anticipo la risposta − che vengono poste per conoscere meglio la vita degli apprendenti ("Che lavoro fai?", "Come sei arrivato qui?", ecc.) e in tal modo specificare, ad esempio, la proposta di un lessico di base e non di un altro.
La sigla "L2" può essere usata in accostamento ai nomi delle diverse lingue per indicare il fatto che una determinata lingua viene insegnata o appresa quale lingua seconda o lingua straniera (ad esempio, "Italiano L2").